# エロイーズ・ロウズ
エロイーズ・ロウズ（Eloise Laws、1943年11月6日 - ）は、テキサス州ヒューストン出身のアメリカ人歌手で、ロウズ一家のミュージシャン。

## 略歴
ラヴァーン・エロイーズ・ロウズは、テキサス州ヒューストンで、ミオラ・ルヴェルタ・ドナヒューとヒューバート・ロウズ・シニアの8人兄弟の4番目として生まれた。ミュージシャン一家に生まれ、兄妹にはフルート奏者のヒューバート、サックス奏者のロニー、ボーカリストのデブラがいる。
1970年代、彼女はホーランド＝ドジャー＝ホーランドのミュージック・マーチャント、後にインヴィクタスというレーベルのためにレコーディングを始めた。彼女の最初のアルバム『エイント・イット・グッド・フィーリング・グッド』は、1977年にインヴィクタスからリリースされた。残念ながら、どちらのレーベルも後に廃業している。ロウズは同年後半にアルバム『エロイーズ』（ABC）を、1980年には『エロイーズ・ロウズ』（Liberty）をリリース。どちらもリンダ・クリードの作詞作曲とプロデュースの才能が光っている。
エロイーズは、兄のロニーによる1980年のアルバム『Every Generation』でバック・シンガーの1人としてクレジットされている。
2年後にキャピトルからリリースされた『オール・イン・タイム』の後、ローズはハーヴィー・メイソン、リー・オスカー、アクエリアン・ドリーム、アーマッド・ジャマルといったアーティストのアルバムや、兄妹のいくつかのアルバムにフィーチャーされた。1990年代後半まで、彼女は別のソロ・アルバムを録音しなかった。その間、彼女は舞台でのキャリアを追求し、トニー賞にノミネートされたミュージカル『It Ain't Nothin' But the Blues』で主演を務め、この作品の共同脚本も手掛けた。

## ディスコグラフィ

### スタジオ・アルバム
- 『エイント・イット・グッド・フィーリング・グッド』 - Ain't It Good Feeling Good (1977年、Invictus)
- 『エロイーズ』 - Eloise (1977年、ABC)
- 『エロイーズ・ロウズ』 - Eloise Laws (1980年、Liberty)
- 『オール・イン・タイム』 - All in Time (1982年、Capitol)
- The Key (2000年、Scepterstein)
- Secrets (2003年、Scepterstein)

### コンピレーション・アルバム
- Love Factory: The Invictus Sessions (1979年、Castle)